# Philip Wokorach
Pas d'image ? Cliquez ici

a Compétitions nationales et continentales officielles uniquement.

b Matchs officiels uniquement.
Dernière mise à jour le 25 mars 2022.
Philip Wokorach, né le 31 décembre 1993 à Kampala, est un joueur ougandais de rugby à XV et de rugby à sept. Il joue à Orléans. 

## Biographie

### Carrière
Philip Wokorach est formé au sein de l'académie de rugby du quartier Acholi de Kampala. Il intègre ensuite les académies du Kyadondo Rugby Club (en). Passé par les Stallions, il fait ses débuts en championnat ougandais avec les Toyota Buffaloes en 2011-2012. Il est élu espoir masculin de l'année 2011 par la Fédération ougandaise de rugby à XV.
L'année suivante, il change de club au sein du Kyadondo RC, rejoignant les MTN Heathens, avec qui il remporte d'emblée le titre national. 
En 2014, il est à nouveau champion avec les Heathens. Il participe aux Jeux du Commonwealth 2014 à Glasgow avec la sélection ougandaise à sept. En 2016, il est le meilleur scoreur du championnat ougandais, et réalise ses débuts avec l'équipe d'Ouganda de rugby à XV à l'occasion de l'Elgon Cup. A sept, il participe aussi à deux tournois des World Rugby Sevens Series 2016.
Avec les Heathens, il remporte quatre titres nationaux successifs de 2013 à 2016. En cours de saison 2016-2017, il décide de rejoindre le Kenya et signe un contrat en faveur du Kabras Sugar RFC. En 2018, il participe aux Jeux du Commonwealth et à la coupe du monde de rugby à sept, où il se fait remarquer en inscrivant quatre essais. 
Après deux saisons au Kenya, Philip Wokorach tente l'aventure en France. Il rejoint le Bourges XV en Fédérale 3, où il est employé au sein du club en tant qu'assistant marketing et communication. Il inscrit deux essais lors de saison, et aide le club à obtenir sa promotion en Fédérale 2. A l'intersaison 2020, il change de club et rejoint l'AS Bédarrides Châteauneuf-du-Pape en Fédérale 1. Sous ses nouvelles couleurs, il inscrit un essai dès son premier match en championnat.
En août 2021, il est invité à jouer avec le Monaco rugby sevens lors de l'étape de La Rochelle du Supersevens, au terme de laquelle le groupe monégasque s'impose en finale.

### Engagement caritatif
Pendant la crise de la Covid-19, il envoie des masques à différents clubs ougandais. Fin 2020, il s'engage dans la lutte contre les abus sexuel sur mineur, puis lors de son retour en Ouganda pour les fêtes de fin d'année, distribue des ballons à l'académie d'Acholi où il a débuté le rugby.

## Palmarès

### À XV
- Vainqueur du championnat d'Ouganda en 2013, 2014, 2015, 2016
- Finaliste du championnat du Kenya en 2017, 2018 et 2019

### À sept
- Supersevens :
  - Vainqueur d'étape : La Rochelle (2021) avec le Monaco rugby sevens.